# بطولة ويمبلدون 2006
هنا قائمة ببطولات ويمبلدون سنة 2006:

## الكبار

### فردي رجال
روجيه فيدرير هزم  رفائيل نادال 6-0 7-6(5) 6-7(2) 6-3

### فردي سيدات
إيميلي موريسمو هزم  جوستين إنين 2-6 6-3 6-4

### زوجي رجال
بوب براين و مايك براين هزم  فابريس سانتورو و نيناد زيمونيتش 6-3 4-6 6-4 6-2

### زوجي سيدات
يان زي و تشينج جي
هزم  فيرخينيا روانو باسكوال و باولا سواريز 6-3 3-6 6-2

### زوجي مختلط
أندي رام و فيرا زفوناريفا هزم  فينوس ويليامز و بوب براين 6-3 6-2

## الشباب

### فردي أولاد
ثيمو دي باكر هزم  مارسين غاورون 6-2 7-6(4)

### فردي بنات
كارولين فوزنياكي هزم  ماجدلينا رايباريكوفا 3-6 6-1 6-3

### زوجي أولاد
Kellen Damico و Nathaniel Schnugg هزم  مايكل كلايزان و أندريه مارتن 7-6(7) 6-2

### زوجي بنات
أليسا كليبانوفا و أنستازيا بافليوتشينكوفا
هزم  Kristina Antoniychuk و أليكساندرا دولغيرو 6-1 6-2

## وصلات خارجية
- الموقع الرسمي